# William Marbury
William Marbury (Piscataway, 15 novembre 1762 – contea di Prince George's, 13 marzo 1835) è stato un giurista statunitense.
Fu uno dei 42 giudici federali nominati durante le cosiddette nomine di mezzanotte nel corso delle ultime ore di mandato del presidente John Adams per ostacolare il neoeletto presidente repubblicano Thomas Jefferson. Divenne famoso per il caso Marbury contro Madison e per la tenacia con la quale si oppose a tutti i tentativi da parte dell'allora Segretario di Stato James Madison di rendere nulla la sua nomina a giudice federale.